# Abdel Abdulaziz
Abdel Abdulaziz někdy uváděný také jako Abdel Abdulaziz, celým jménem Adil Abdulaziz Ahmed Saleh Al-Radimi (* 19. června 1980, Šardžá, Spojené arabské emiráty), je bývalý profesionální fotbalista a reprezentant Spojených arabských emirátů. Působil na pozici levého obránce. Byl hráčem klubu Al-Ahli, jehož je odchovancem. V roce 2007 reprezentoval Spojené arabské emiráty na Gulf Cupu, který se svým týmem vyhrál.